# ساتا ایر آسوریس
ساتا ایر آسوریس (به انگلیسی: SATA Air Açores) یک شرکت هواپیمایی با کد یاتا SP است که در تاریخ ۲۱ اوت ۱۹۴۱ میلادی تأسیس شده و در تاریخ ۱۵ ژوئن ۱۹۴۷ فعالیتش را آغاز کرده‌است.
دفتر مرکزی ساتا ایر آسوریس در آزور، پرتغال واقع شده‌است و قطب این شرکت هواپیمایی در فرودگاه ژان پائولو دوم قرار دارد و به ۱۱ مقصد، پرواز مستقیم انجام می‌دهد.